# パトリック・プレイフェア・レイドロー

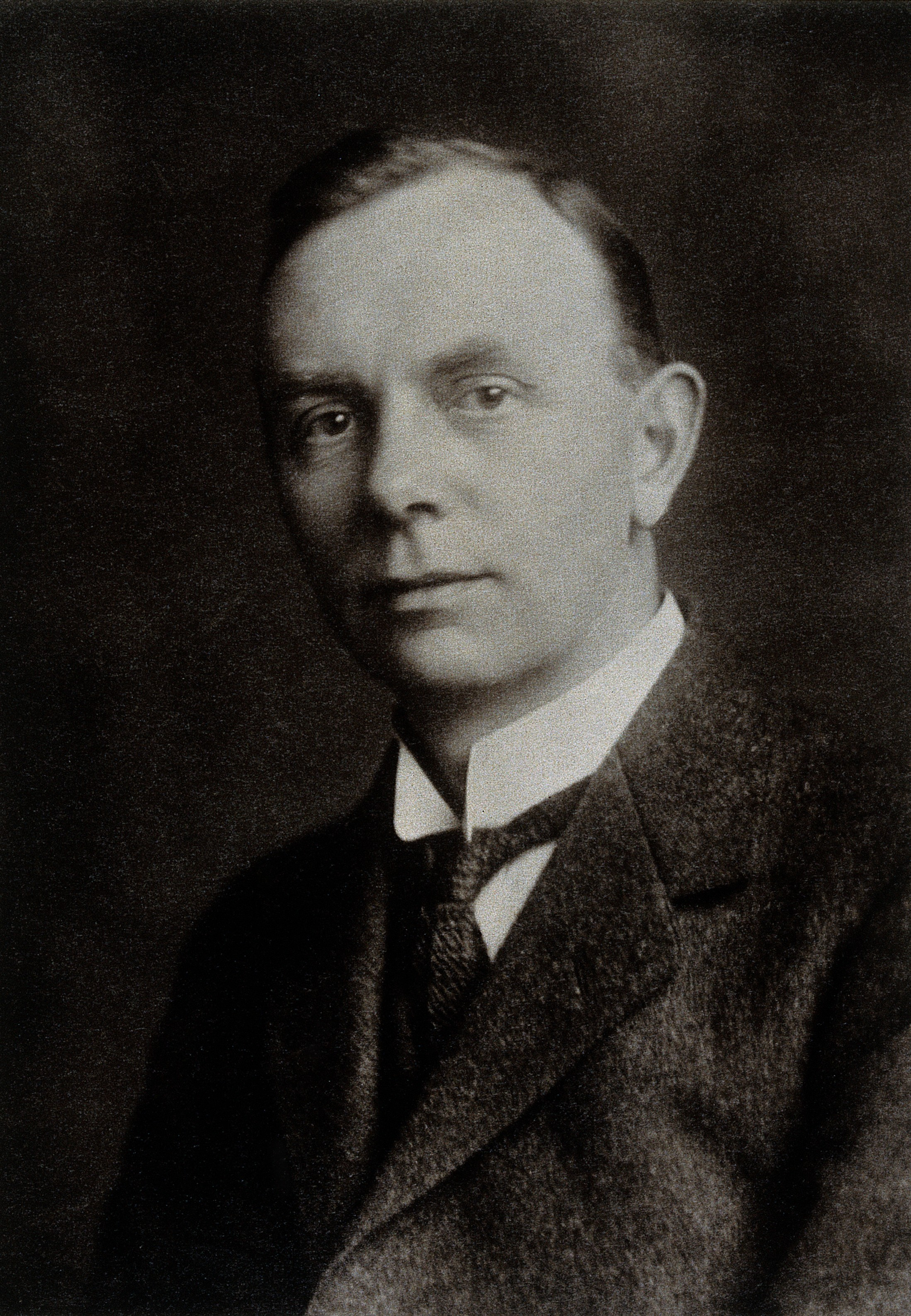
パトリック・プレイフェア・レイドロー

パトリック・プレイフェア・レイドロー（英語: Patrick Playfair Laidlaw、1881年9月28日-1940年3月19日）は、スコットランドのウイルス学者。

## 生涯
レイドローは、当時、グラスゴー医療ミッションの管理者であったロバート・レイドロー医学博士の息子としてグラスゴーで誕生 。彼はケンブリッジのレイズスクールとケンブリッジ大学セント・ジョンズ・カレッジで教育を受けた。
1920年から23年まで、彼はウェルカム生理学研究所でヒスタミンの特性を研究し、その後、実験病理学の講師としてガイズ病院に赴任した。 
1922年に医学研究評議会のウイルス学者として、犬のジステンパーに関する彼の研究は、それに対する2つの免疫療法につながり、その業績により、1933年に王立学会からロイヤル・メダルを受賞することになる。 
1927年、王立協会フェローに選出された。
彼は、ミルヒルの医学研究評議会（ NIMR Farm Laboratories）で最初にヒトからインフルエンザウイルスが分離された際の研究者のひとりとなった 。この出来事は、ジステンパーワクチンの開発が行われているときにフェレットが実験室の科学者の1人からインフルエンザに感染したときに起こった。
1935年の誕生日の栄誉として、医学への卓越した業績によりナイトの称号を授けられた。
1940年、58歳で未婚のまま生涯を終えた。